# Le Sang des rois
Le Sang des rois (titre original : Das Blut der Könige) est le deuxième tome de la série de romans historiques de Peter Berling Les Enfants du Graal, paru en 1993.

## Résumé
En l'an de grâce 1249, à Chypre, Saint Louis rassemble une armée contre l'Égypte pour la septième croisade. En chemin, il rencontre Roç et Yeza, les rescapés de Montségur. L'aventure des Enfants du Graal continue, sur fond de palais de sultans et de châteaux de croisés, de harems et de pyramides. Émissaires de la papauté et du Saint-Empire, serviteurs de Charles d'Anjou, le frère du roi de France, aussi bien que Sarrasins et séides du « Vieux de la Montagne », veulent s'emparer des deux adolescents susceptibles, si leur sang se mêlait à celui des fils de Mahomet, de réconcilier les deux grands monothéismes. Le chroniqueur Jean de Joinville prend parfois la plume pour devenir narrateur de l'histoire.